# Distribution (Logik)
In einigen Bereichen der philosophischen Logik wird der Begriff „Distribution“ verschieden verwendet.

## Distribution in der Syllogistik
Innerhalb der Syllogistik spricht man davon, dass ein Begriff in einer syllogistischen Aussage (in der Tradition kategorisches Urteil genannt), zum Beispiel im Satz „Alle Philosophen sind Menschen,“ distribuiert oder nicht distribuiert vorkommt.
- Distribuiert kommt ein Begriff in einer Aussage vor, wenn aus dieser Aussage jede Aussage folgt, die entsteht, indem man den betroffenen Begriff durch einen echten Unterbegriff ersetzt. Zum Beispiel tritt im Satz „Alle Philosophen sind Menschen“ der Begriff „Philosoph“ distribuiert auf, weil aus dieser Aussage folgt, dass auch alle Sprachphilosophen (ein Unterbegriff von „Philosoph“) Menschen sind, dass alle Existenzphilosophen (ein anderer Unterbegriff von „Philosoph“) Menschen sind usw.
- Nicht distribuiert ist das Vorkommen eines Begriffs in einer Aussage, wenn die Aussage keinen solchen Schluss zulässt. So tritt im genannten Beispiel, „Alle Philosophen sind Menschen,“ der Begriff „Mensch“ nicht distribuiert auf: Ein Gegenbeispiel bildet der Unterbegriff „Europäer,“ denn aus der Tatsache, dass alle Philosophen Menschen sind, folgt mitnichten, dass alle Philosophen Europäer wären.

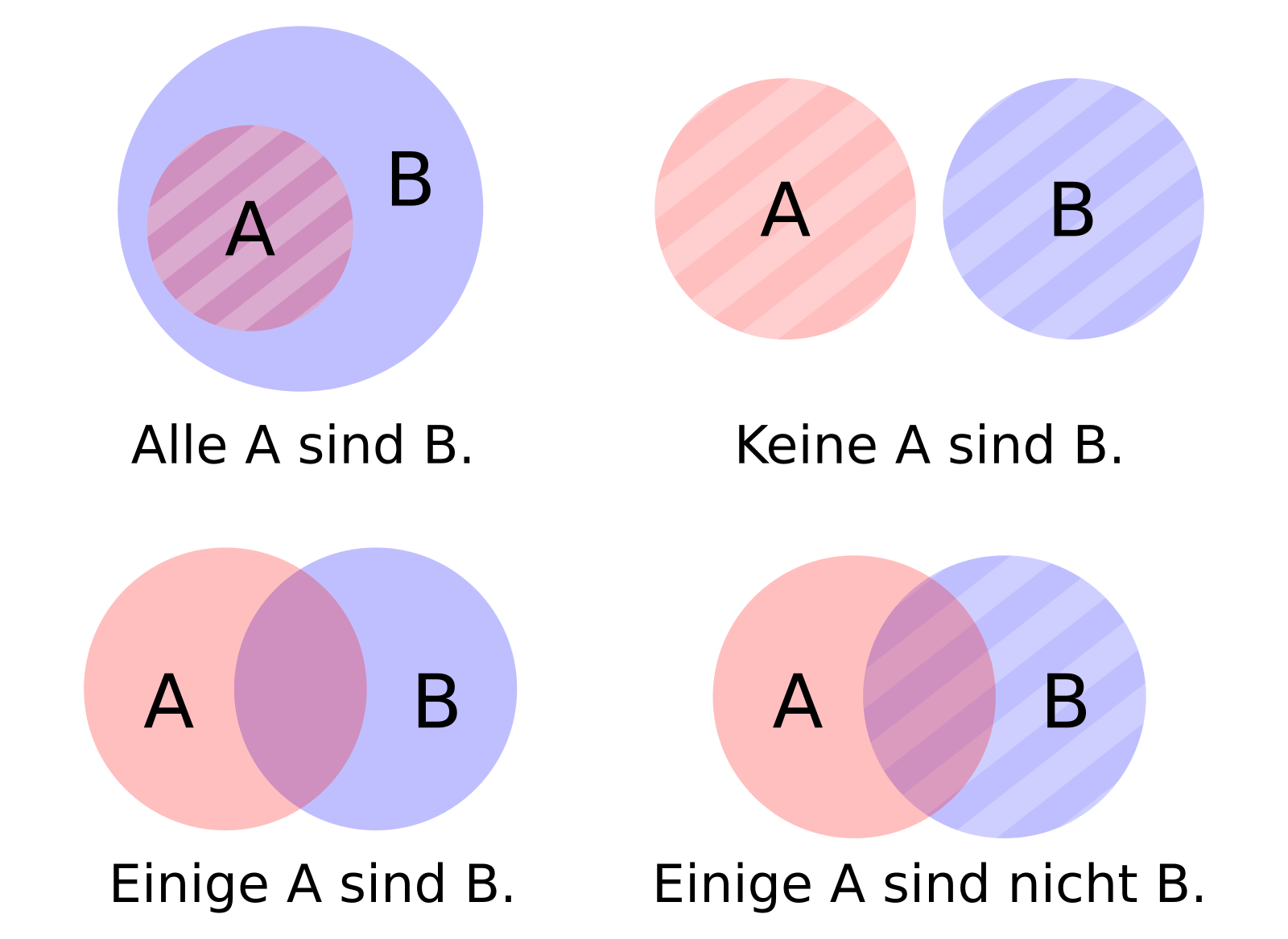
Distribution (schraffiert) ist dann gegeben, wenn die Menge durch eine beliebige Teilmenge ihrer selbst ersetzt werden kann, ohne dass die Aussage unwahr wird.

Die Distribution eines Begriffs in einem Syllogismus hängt von dessen Quantität und Qualität ab; bei allgemeinen Syllogismen („Alle A sind B“, „Keine A sind B“) ist das Subjekt distribuiert, bei verneinenden Syllogismen („Keine A sind B“, „Einige A sind nicht B“) das Prädikat:
- In allgemein bejahenden („Alle A sind B“) Propositionen ist das Subjekt (A) distribuiert.

Beispiel: Alle Philosophen (A) sind Menschen (B). Die Aussage bleibt auch dann in jedem Fall wahr, wenn A („Philosophen“) durch einen beliebigen Unterbegriff (Sprachphilosophen, antike Philosophen, promovierte Philosophen) ersetzt wird. Wenn dagegen B („Menschen“) durch einen beliebigen Unterbegriff (Männer, Kinder, Griechen) ersetzt wird, können Fälle auftreten, in denen die Aussage unwahr wird.
- In allgemein verneinenden („Keine A sind B“) Propositionen ist das Subjekt (A) und das Prädikat (B) distribuiert.
- In partikular bejahenden („Einige A sind B“) Propositionen sind weder Subjekt noch Prädikat distribuiert.
- In partikular verneinenden („Einige A sind nicht B“) Propositionen ist das Prädikat distribuiert.

In der Tradition wurden formale Regeln für die Gültigkeit von Syllogismen aufgestellt, die teilweise auf die Distribution der vorkommenden Begriffe zurückgreifen. Unter anderem weil in Abhängigkeit von der speziellen Interpretation unterschiedlich viele syllogistische Modi gültig sind, gibt es in der Tradition auch unterschiedliche Regelwerke.
So heißt es bei Salmon und an ihn anknüpfend bei Rüßmann:
- Der Mittelbegriff muss genau einmal distribuiert sein.
- Wenn ein Begriff in der Konklusion distribuiert auftritt, muss er auch in einer der Prämissen distribuiert auftreten.

während Bird und Copi verlangen:
- Der Mittelbegriff muss mindestens einmal distribuiert sein.
- Wenn ein Begriff in der Konklusion distribuiert auftritt, muss er auch in einer Prämisse distribuiert auftreten.

Fehlschlüsse, die daraus entstehen, dass ein Begriff in der Schlussfolgerung, aber nicht in der Prämisse distribuiert auftritt, werden als Illicit Major bezeichnet.

## Deontische Distribution
In der deontischen Logik, d. h. in logischen Systemen, die normative Aussagen („Es ist erlaubt, dass...“ oder „Es ist geboten, dass...“) behandeln, wird unter Distribution ein syntaktisches Entscheidungsverfahren von Georg Henrik von Wright verstanden.

## Weblink
- http://ruessmann.jura.uni-sb.de/Lehre/WS96/Denken/Erlaeuterungen/syllogis.htm